# Taylor Hawkins
Oliver Taylor Hawkins (Fort Worth (Texas), 17 februari 1972 – Bogota, 25 maart 2022) was een Amerikaans muzikant. Hij speelde drums, piano en gitaar. Hawkins werd vooral bekend als drummer van de rockband Foo Fighters. 

## Biografie
Hawkins begon bij de experimentele band Sylvia en was in 1994 tourdrummer bij Sass Jordan bij haar Europese tournee. Tijdens het laatste optreden in Hollywood leerde hij Alanis Morissette kennen; in 1995-1996 was hij tourdrummer bij Morrisette's band Sexual Chocolate. 

### Foo Fighters
In 1997 verving hij William Goldsmith als drummer van Foo Fighters. Taylor Hawkins was naar eigen zeggen niet alleen drummer, maar ook een gefrustreerde zanger en songschrijver. Bij concerten nam hij af en toe een cover voor zijn rekening (onder andere Pink Floyd's Have a Cigar, Creams I Feel Free en Queens Tie Your Mother Down) en op het Foo Fighters-album In Your Honor zong hij het tot publieksfavoriet uitgegroeide Cold Day in the Sun. 

### The Coattail Riders
Met zijn eigen band Taylor Hawkins & The Coattail Riders bracht hij op 21 maart 2006 een titelloos debuutalbum uit in de Verenigde Staten. Het was al in 2004 opgenomen voordat het werk aan In Your Honor begon. In 2010 verscheen het tweede Coattail Riders-album, Red Light Fever, waaraan Brian May, Roger Taylor, Elliot Easton (The Cars) en Dave Grohl hun medewerking verleenden. Grohl was ook te gast bij het presentatieconcert op 20 april.  De zorgvuldig geplande tournee van dat jaar deed ook Nederland en België aan met concerten in Eindhoven (4 juni), Zottegem (10 juli) en op Bospop (11 juli). Na de eerste twee Coattail Riders-albums bracht Hawkins een mini-LP uit waarop hij vrijwel alle instrumenten zelf speelde. 
In 2019 kwam het derde album van de Coattail Riders uit; Get the Money bevat bijdragen van o.a. LeAnn Rimes, Brian May, Roger Taylor, Dave Grohl en Level 42-bassist Mark King.

### Overige projecten
In 2012 werd bekendgemaakt dat Hawkins de rol van Iggy Pop op zich ging nemen in de film CBGB over de gelijknamige club. In 2014 verscheen een album van het zijproject The Birds of Satan waarop ook diverse Foo Fighters meespelen. Later onthulde Hawkins zijn oorspronkelijke plan om duetten met zangeressen op te nemen. Hawkins vormde daarnaast gelegenheidsbands met leden van Red Hot Chili Peppers, Queen en Jane's Addiction. Ook speelde Taylor Hawkins in een Police-coverband. Police-drummer Stewart Copeland was een van zijn grote helden.

### Privé
Hawkins was getrouwd en had een zoon en twee dochters. Op 50-jarige leeftijd overleed hij plotseling, voorafgaand aan een concert dat de Foo Fighters in Bogota zouden geven. Bij de autopsie werden sporen van tien verschillende stoffen in het bloed van Hawkins aangetroffen, waaronder cannabis, opioïden, antidepressiva en kalmeermiddelen.